# Гепатит A
Вирусный гепатит A (также называемый Болезнью Боткина, HAV) — острое инфекционное заболевание печени, вызываемое вирусом гепатита A. Вирус хорошо передаётся по алиментарному пути, через заражённую пищу и воду, ежегодно вирусом инфицируются около десяти миллионов человек. Инкубационный период составляет от двух до шести недель, в среднем — 28 дней.
В развивающихся странах и в районах с недостаточным уровнем гигиены коэффициент заболеваемости гепатитом A высокий и сама болезнь переносится в раннем детстве в стёртой форме. Образцы океанической воды исследуют на наличие вируса гепатита A при изучении качества воды.
Гепатит A не имеет хронической стадии развития и не вызывает постоянных повреждений печени. После инфицирования иммунная система образует антитела против вируса гепатита A, которые обеспечивают дальнейший иммунитет. Заболевание может быть предотвращено вакцинированием. Вакцина против вируса гепатита A эффективно сдерживает вспышки заболевания по всему миру.

## Вирусология
Вирус гепатита A принадлежит к семейству Пикорнавирусы, не имеет оболочки и содержит (+) одноцепочечную РНК, упакованную в белковый капсид. Описан лишь один серотип вируса, однако существует много вирусных генотипов.

## Эпидемиология

### Механизмы и пути передачи
Механизм передачи вируса — фекально-оральный, преимущественно с водным путём передачи, как правило, при недостаточном уровне санитарных условий и перенаселённости. Вирус гепатита A крайне редко передаётся парентерально с кровью или с продуктами крови.
Около 40 % всех острых вирусных форм гепатитов вызвано вирусом гепатита A.
Вирус устойчив к детергентам, в кислых (рН 1) условиях, в присутствии растворителей (эфир, хлороформ), при высушивании и к температуре до 60 °C. Вирус сохраняется месяцами в пресной и соленой воде.

### Распространенность

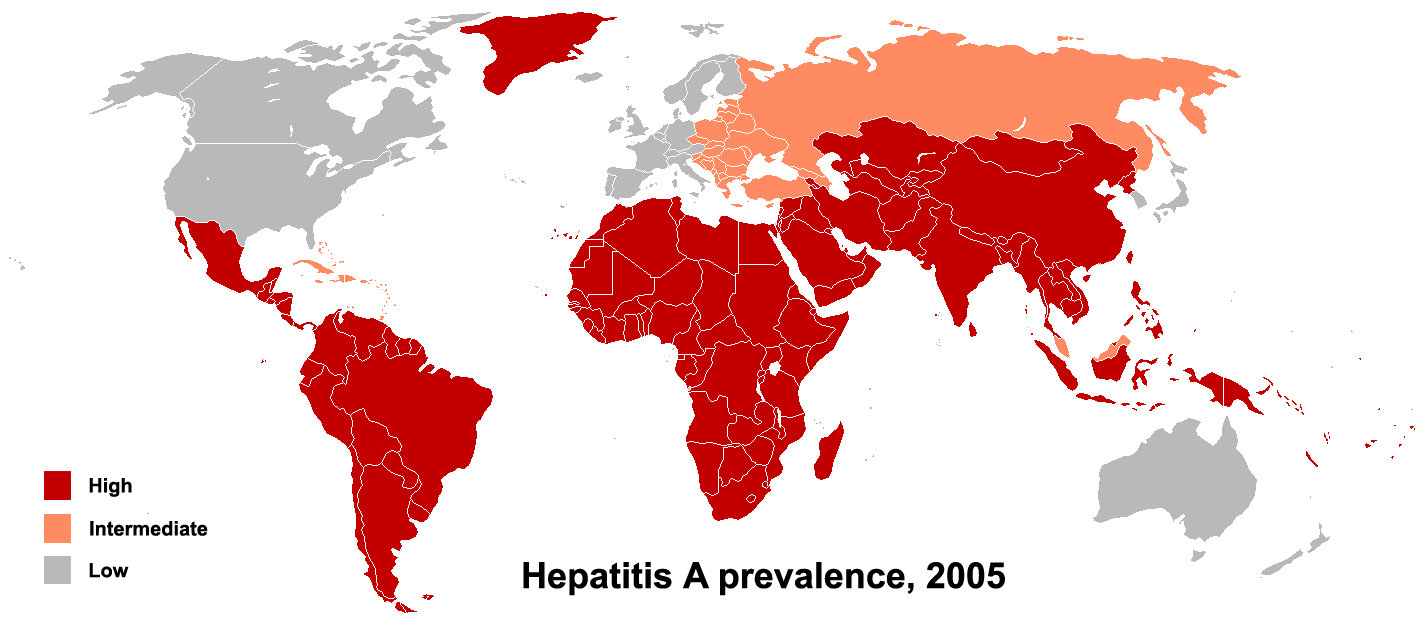
Распределение гепатита A в 2005 году

Считается, что во всем мире симптоматические инфекции ВГА регистрируются примерно у 1,4 миллиона человек в год. Всего в 2015 г. произошло около 114 миллионов инфекций (бессимптомных и симптоматических). В 2015 г. от острого гепатита A умерло 11 200 человек. В развитых странах распространение гепатовируса A низкое, в то время как в развивающихся странах уровень циркуляции выше. Большинство подростков и взрослых в развивающихся странах уже переболели этим заболеванием, поэтому обладают иммунитетом. Взрослые в странах среднего уровня развития могут подвергаться риску заболевания из-за возможности заражения.

### Вспышки в разных странах
В 1997 г. Центры контроля заболеваний США сообщили о более чем 30 000 случаев гепатита A, но с тех пор это число сократилось до менее чем 2 000 случаев, регистрируемых в год.
В 1988 г. более 300 тысяч человек в Шанхае (Китай), заразились после употребления в пищу моллюсков (Anadara subcrenata) из заражённой реки.
Ещё одна широко распространённая вспышка в США в конце 2003 года затронула не менее 640 человек (четверо погибли) на северо-востоке Огайо и юго-западе Пенсильвании. Вину за вспышку возложили на испорченный зелёный лук в ресторане в Монаке, штат Пенсильвания.
В июне 2013 года замороженные ягоды, проданные американским ретейлером Costco и купленные примерно 240 тысячами человек, были отозваны после того, как по крайней мере 158 человек были инфицированы, 69 были госпитализированы. В апреле 2016 года замороженные ягоды, продаваемые Costco, снова стали предметом отзыва после того, как по меньшей мере 13 человек в Канаде были инфицированы, трое госпитализированы.
В 2013 году более 50 жителей Швеции также были заражены через замороженные ягоды, поступившие из Дании.
В феврале 2015 г. в Австралии замороженные ягоды были отозваны после того, как по меньшей мере 19 человек заразились после употребления этого продукта.
В 2017 году в Калифорнии (особенно вокруг Сан-Диего), Мичигане и Юте были зарегистрированы вспышки гепатита A, которые привели к более чем 800 госпитализациям и 40 смертельным исходам.
Самая массовая вспышка гепатита A в США произошла в 2018 году в штате Кентукки. Считается, что вспышка началась в ноябре 2017 года. К июлю 2018 г. в 48 % округов штата был зарегистрирован как минимум один случай гепатита A, а общее число подозрительных случаев составило 969 с шестью смертельными исходами (482 случая в Луисвилле, Кентукки). К июню 2018 года вирус был зафиксирован у более чем 1,9 тысяч человек. К июлю 2019 года вспышка достигла 5000 случаев и 60 смертей, но замедлилась до нескольких новых случаев в месяц.
В марте 2022 года была зафиксирована еще одна вспышка заболевания в США (17 заболевших) и Канаде (10 заболевших) из-за клубники.
В октябре 2023 года в Виннице (Украина) была зарегистрирована ещё одна вспышка гепатита A, что привело к 170+ госпитализациям (среди которых 29 детей). Также зараженные вирусом были зарегистрированы в Ивано-Франковской и Закарпатской областях.

## Патогенез
После попадания в организм вирус гепатита A проникает в кровеносную систему через клетки эпителия ротовой части глотки или кишечник. Кровь переносит вирус к печени, где вирусные частицы размножаются в гепатоцитах и клетках Купфера (макрофагах печени). В гепатоците геномная РНК выходит из белковой оболочки и транслируется на рибосомах клетки. Для инициации трансляции РНК вируса требует эукариотический фактор инициации трансляции 4G (eIF4G).
Вирионы секретируются в жёлчь и выводятся со стулом. Вирусные частицы экскретируются в значительных количествах в среднем около 11 дней до появления симптомов или IgM против вируса гепатита A в крови. Инкубационный период длится от 15 до 50 дней, смертность составляет менее 0,5 %.
Массивного некроза гепатоцитов обычно не бывает. Основная масса гепатоцитов остается неповрежденными. При ВГA печень является единственным органом-мишенью для вируса, поэтому внепеченочные проявления не характерны. В лизисе пораженных вирусом гепатоцитов принимают участие молекулы HLA 1, что приводит к запуску аутоиммунных механизмов.
Одновременно с клеточным активируется и гуморальный компонент иммунной системы с накоплением нейтрализующих антител. Они блокируют репликацию вируса, а его внедрение в неинфицированные клетки ограничивается. В результате сочетанного действия всех звеньев иммунной системы организм освобождается от HAV. В связи с этим при ВГА не бывает ни длительного вирусоносительства, ни хронических форм.
Между тем на экспериментальных моделях ВГA получены данные о персистенции вируса и возможности перехода в хроническую форму. В научной литературе продолжается дискуссия по вопросу возможного развития хронического течения ГА.

## Клиническая картина
Вирус гепатита A обладает прямым цитопатическим действием, то есть способен непосредственно повреждать гепатоциты. Гепатит A характеризуется воспалительными и некротическими изменениями в ткани печени и синдромом интоксикации, увеличением печени и селезёнки, клинико-лабораторными признаками нарушений функции печени, в ряде случаев желтухой с потемнением мочи и обесцвечиванием кала.
Ранние симптомы инфицирования гепатитом A (ощущение слабости и недомогания, потери аппетита, тошнота и рвота, боли в мышцах) могут быть ошибочно приняты за симптомы другой болезни с интоксикацией и лихорадкой, однако у ряда лиц, особенно детей, симптомы не проявляются вообще.
В клинической картине ВГА выделяют инкубационный период, преджелтушный, желтушный и период реконвалесценции.

## Диагностика

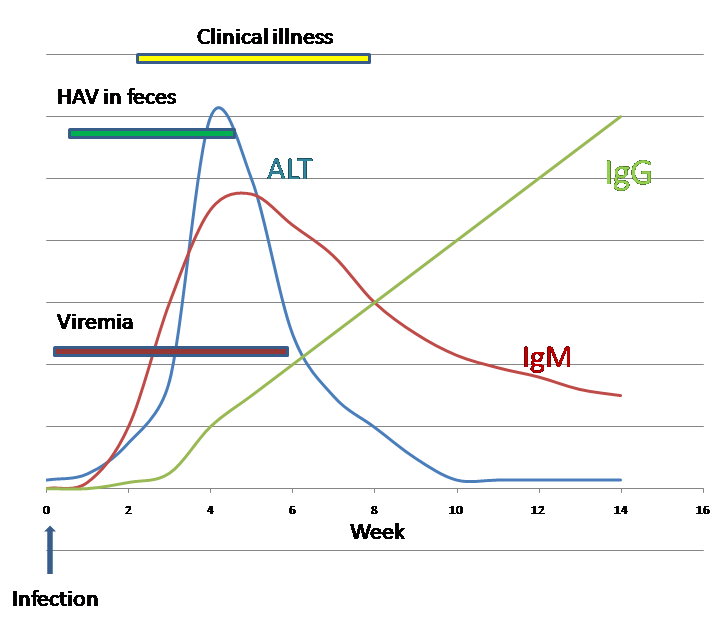
Концентрации IgG, IgM и аланинотрансферазы (ALT) в сыворотке крови в ходе инфекции вирусом гепатита A

Так как вирусные частицы экскретируются с калом лишь в конце инкубационного периода, возможна лишь специфическая диагностика наличия анти-HAV IgM в крови. IgM появляются в крови лишь после острой фазы инфекции и могут быть обнаружены через одну или две недели после заражения. Появление IgG в крови свидетельствует об окончании острой фазы и появлении иммунитета к инфекции. IgG против HAV также появляются в крови после введения вакцины против вируса гепатита A.
В ходе острой фазы инфекции в крови значительно повышается концентрация фермента печени — аланинтрансферазы, (англ. ALT). Фермент появляется в крови в результате разрушения гепатоцитов вирусом.

## Терапия
Не существует специфического способа лечения гепатита A. Около 6—10 % людей с диагнозом «гепатит A» могут иметь один или несколько симптомов заболевания в течение до сорока недель после начала заболевания.
Центры по контролю и профилактике заболеваний США в 1991 году опубликовали следующую статистику смертности при заражении вирусом гепатита A: 4 смерти на 1000 случаев по всей популяции и до 17,5 смертных случаев среди лиц старше 50 лет. Как правило, смертельные случаи происходят, когда лицо заражается гепатитом A, уже болея гепатитами B и C.
Дети, инфицированные вирусом гепатита A, как правило, переносят заболевание в лёгкой форме в течение 1—3 недель, а взрослые лица переносят болезнь в значительно более тяжёлой форме.

## Профилактика
Заболевание гепатитом A можно предотвратить с помощью вакцинации, соблюдения правил гигиены и санитарии.

### Вакцинация
Вакцины от гепатита A содержат либо инактивированный гепатовирус А, либо живой, но аттенуированный вирус. Оба типа вакцин обеспечивают эффективную защиту от заражения. Вакцина защищает от вируса гепатита A более чем в 95 % случаев на срок более 25 лет.
Вакцина вводится путем инъекции. Начальная доза обеспечивает защиту в течение одного года (защита начинает действовать через 2-4 недели после вакцинации); вторая бустерная доза, введенная через 6-12 месяцев, обеспечивает защиту более чем на 20 лет.
Вакцина была впервые введена в использование в 1992 году и изначально рекомендовалась лицам из групп высокого риска. С тех пор Бахрейн и Израиль приступили к реализации программ полной ликвидации гепатита A. Аналогичные программы запустили Австралия, Китай, Беларусь, Италия, Испания и США. В странах, в которых широко практиковалась вакцинация, заболеваемость гепатитом A резко снизилась. В Китае и США заболеваемость гепатитом A с 1990 года снизилась на 90 %.
В США вакцинация детей рекомендуется в возрасте 1 и 2 лет; вакцинация против гепатита A не рекомендуется детям младше 12 месяцев. Вакцинация также рекомендуется ранее не иммунизированным лицам, контактировавшим с вирусом во время путешествий (или имеющим риск такого контакта). Центры по контролю заболеваний США также рекомендуют вакцинацию против гепатита A мужчинам, имеющих половые контакты с мужчинами. Взрослым вакцина также вводится двукратно, вторая (бустерная) прививка делается через 6-18 месяцев.